# Macklemore & Ryan Lewis
Macklemore & Ryan Lewis este un duo american hip hop, format în 2009, din Seattle, Washington. Duoul este compus din Ben Haggerty, un rapper care apare pe scenă sub numele de Macklemore și Ryan Lewis, un producător de discuri, DJ și fotograf profesionist. În 2009, au lansat prima colaborare, un EP intitulat VS. EP.